# Hygrochloa
Hygrochloa Lazarides é um género botânico pertencente à família Poaceae.